# Luci Armeni Peregrí
Luci Armeni Peregrí (en llatí Lucius Armenius Peregrinus) va ser un magistrat romà del segle iii.
Va ser nomenat cònsol romà l'any 244 juntament amb Aule Fulvi Emilià, el mateix any en què Filip l'Àrab va pujar al tron.